# Tàu phá băng

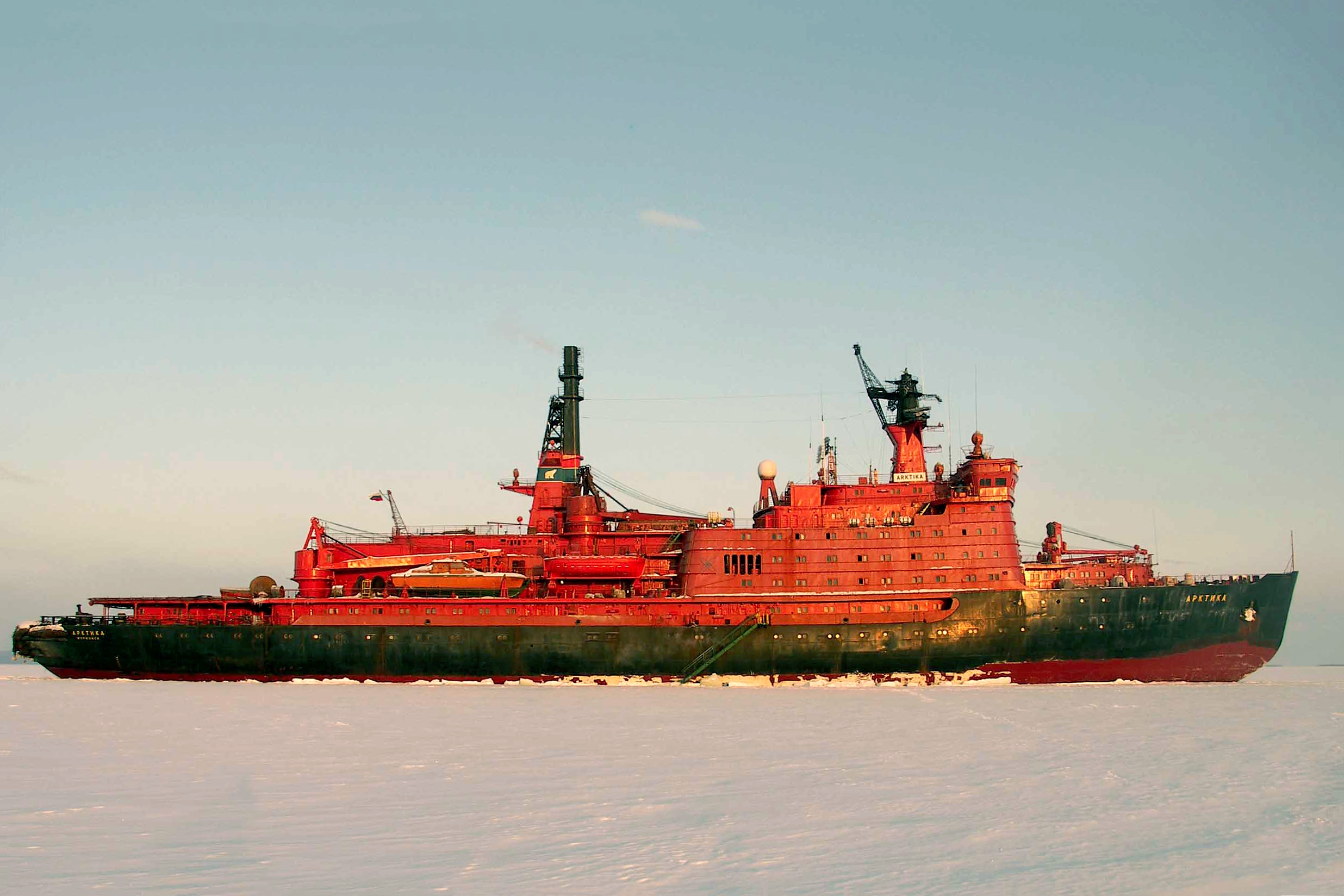
Tàu phá băng nguyên tử Arktika của Nga, con tàu đầu tiên đến được Bắc cực

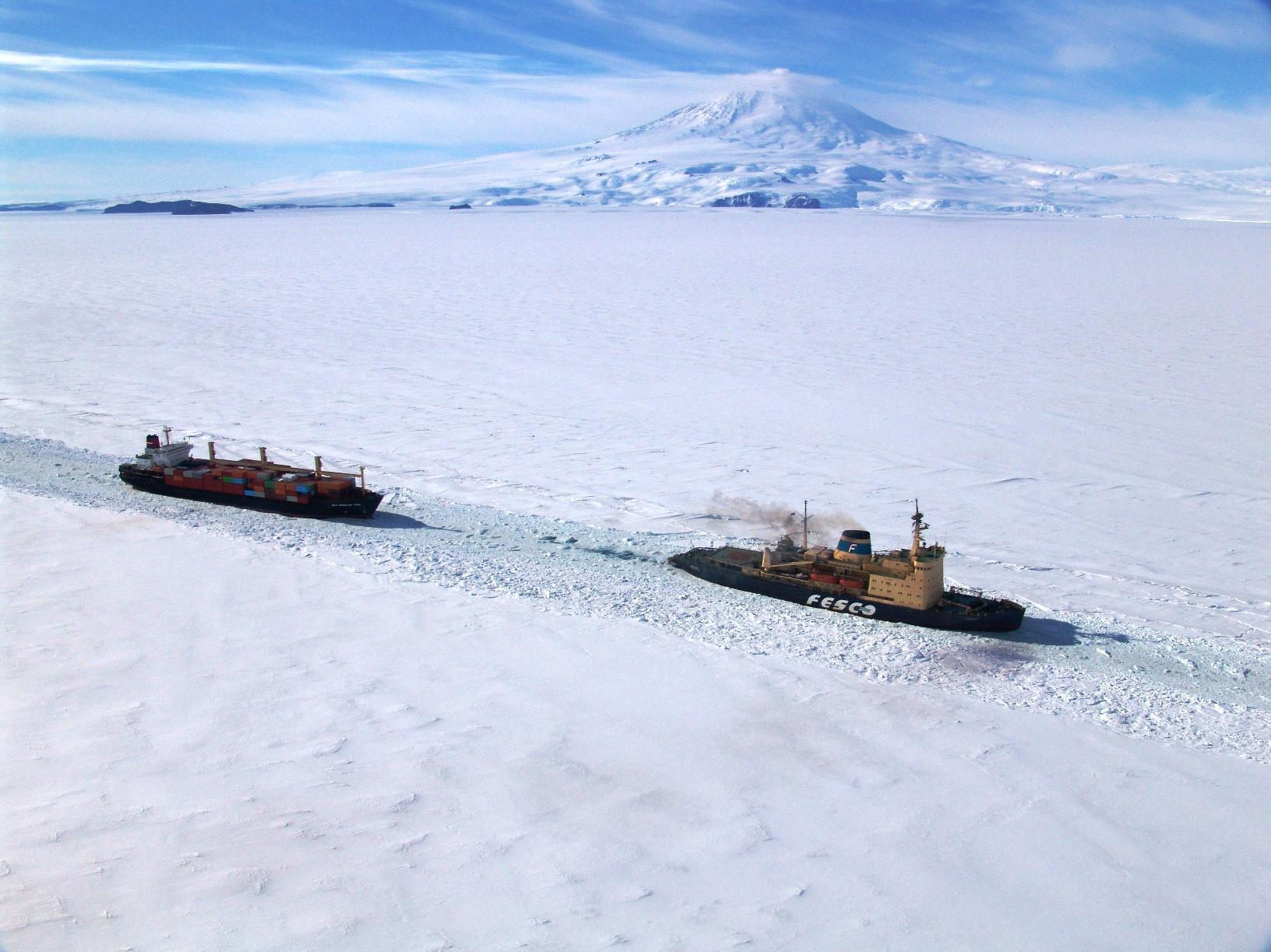
Tàu phá băng Krasin của Liên Xô trước đây, dẫn tàu tiếp tế của Mỹ đến Trạm McMurdo, Nam cực

Tàu phá băng là một loại tàu thủy chuyên dụng được thiết kế để di chuyển và phá vỡ lớp băng trên vùng nước bị băng bao phủ, để tự di chuyển và có thể cung cấp thủy lộ an toàn cho tàu thuyền khác .
Mặc dù thuật ngữ này thường đề cập đến tàu phá băng, nó cũng có thể tham chiếu đến các tàu nhỏ hơn, chẳng hạn như những chiếc thuyền phá băng đã từng được sử dụng trên các kênh rạch.
Tàu phá băng có ba đặc điểm không có ở các tàu thủy bình thường: thân tàu tăng cường chịu va đập, hình dạng cắt và dọn băng, và sức mạnh để vượt qua băng biển.